# أندريه كويلو
أندريه كويلو هو لاعب كرة قدم برتغالي، ولد في 30 أكتوبر 1993 في فيسيو في البرتغال.